# Dekanat Belgrad
Dekanat Belgrad – jeden z dwóch dekanatów rzymskokatolickiej archidiecezji belgradzkiej.

## Parafie
- Belgrad – Chrystusa Króla
- Belgrad – św. Antoniego
- Belgrad – św. Cyryla i św. Metodego
- Belgrad – św. Piotra
- Belgrad – Najświętszej Maryi Panny
- Smederevo – św. Jana Chrzciciela
- Šabac – św. Anny
- Valjevo – Świętej Rodziny